# 石英山 (加利福尼亞州)
石英山（英語：Quartz Hill）是位於美國加利福尼亞州洛杉磯縣的一個人口普查指定地區。

## 地理
石英山的座標為34°39′08″N 118°13′14″W / 34.65222°N 118.22056°W，而該地最高點為海拔高度761米（即2497英尺）。

## 人口
根據2010年美國人口普查的數據，石英山的面積為9.745平方千米，當中陸地面積為9.743平方千米，而水域面積為0.002平方千米。當地共有人口10912人，而人口密度為每平方千米1,119人。